# Avgustaion v Konstantinoplu
Avgustaion v Konstantinoplu (današnji Istanbul) je bil glavni javni trg v antičnem mestu.
Stal je na območju med Hagijo Sofijo na severu, veliko palačo na vzhodu in Milionom ter glavno mestno ulico na zahodu. Avgustaion je bil privzdignjen trg podobno kot atrij obdan s stebriščem. Na zahodni strani trga je stal Justinijanov Steber, več kot 70 metrov visoka zgradba iz opeke pokrita z bronastimi ploščami, na katerem je stal kip cesarja Justinijana postavljen v čast zmage nad Goti.
Ob Avgustaionu je potekala glavna mestna procesijska cesta, ki je vodila od vrat cesarske palače preko glavne mestne ulice Mese do Zlatih vrat od koder se je nadaljevala cesta Via Egnatia, ki je skozi Solun in Drač ter trajektom v Italijo povezovala Konstantinopel z Rimom.
Danes je Avgustaion znan kot Trg sultana Ahmeta, kjer so v osmanskem obdobju opravljali obrede obrezovanja in iniciacije osmanskih princev.